# Barytettix tridens
Barytettix tridens är en insektsart som beskrevs av Ferdinand Julius Cohn och Cantrall 1974. Barytettix tridens ingår i släktet Barytettix och familjen gräshoppor. Inga underarter finns listade i Catalogue of Life.